# 日昌
日昌（にっしょう、永禄5年（1562年） - 元和8年4月7日（1622年5月17日））は、日蓮正宗総本山大石寺第15世法主。江戸時代最初の法主。

## 略歴
- 永禄5年（1562年）8月、誕生。
- 天正11年（1583年）10月、下総国飯高檀林（現在の飯高寺）に入檀す。
- 文禄3年（1594年）8月、京要法寺より大石寺へ登る。
- 慶長元年（1596年）9月1日、下野国小金井蓮行寺において日主より法を相承する。
- 慶長12年（1607年）3月、法を日就に内付す。
- 慶長18年（1613年）11月28日、陸奥国磐城三春に法華寺を創す。
- 元和2年（1616年）4月、駿河国根方境村に妙光寺を創す。
- 元和3年（1617年）8月5日、14世日主、下野小金井より日昌に状を送る。
- 元和6年（1620年）3月16日、駿河国根方境村妙光寺に本尊を授与す。
- 元和8年（1622年）4月7日、61歳で死去した。

| 先代 日主 | 大石寺住職一覧 | 次代 日就 |